# Международная конференция Боденского озера
Международная конференция Боденского озера (нем. Internationale Bodensee Konferenz, IBK) — постоянно действующая структура международного партнёрства стран и регионов, примыкающих к Боденскому озеру. Её членами являются немецкие федеральные земли Бавария и Баден-Вюртемберг, швейцарские кантоны Шафхаузен, Санкт-Галлен, Тургау, Цюрих, Аппенцелль-Ауссерроден и Аппенцелль-Иннерроден, австрийская федеральная земля Форарльберг и княжество Лихтенштейн.
Организация была основана в 1972 году в первую очередь вследствие необходимости координации усилий по охране природной системы Боденского озера на фоне его сильнейшего загрязнения. Целью было провозглашено сохранение и развитие региона Боденского озера как единого жизненного, природного, культурно-исторического и экономического пространства, устранение пограничных преград всякого рода, а также продвижение региона как привлекательного туристического направления. Таким образом основными темами взаимодействия считаются защита окружающей среды, образование и научные исследования, транспорт и инфраструктура в целом, экономика, туризм и социальная сфера.
Международная конференция Боденского озера, кроме того, координирует сотрудничество в рамках еврорегиона «Боденское озеро» на основе подписанной 27 июня 2008 г. «дорожной карты» по развитию региона.

## Организационная структура
Конференция глав правительств является высшим руководящим органом Конференции и определяет общие политические цели в регионе, к которым относятся: основные направления развития рынка труда, финансирование проектов, принятие общих резолюций и рекомендаций для стран-участниц и органов европейского международного сотрудничества.
Главным исполнительным органом Конференции является постоянный комитет, заседающий трижды в год и курирующий текущие проекты, созывающий комиссии и рабочие группы, контролирующий исполнение бюджета и кооперацию с третьими ассоциациями и организациями.
Непосредственное исполнение проектов лежит на комиссиях по образованию, научной деятельности, культуре, охране окружающей среды, транспорту, экономике, охране здоровья и социальным проблемам, а также по работе с общественным мнением, которые кроме прочего имеют право выдвигать новые инициативы.
К важнейшим рабочим и проектным группам последних лет относятся:
- Боденское озеро как объект мирового культурного наследия (2004—2005 гг.)
- Проблема «птичьего гриппа» (2005—2006 гг.)
- Согласование «дорожной карты» региона (2007—2008 гг.)

К постоянным рабочим группам Конференции относятся, например, следующие:
- в сфере защиты окружающей среды:
  - изменение климата и энергия
  - мониторинг качества воздуха
  - сельское хозяйство и защита окружающей среды

- в сфере экономики:
  - рынок труда
  - возможности трансграничного профессионального образования
  - туризм

- в сфере инфраструктуры:
  - более тесная кооперация и улучшение железнодорожного обеспечения региона в рамках проекта Bodan-Rail 2020
  - проездной билет Tageskarte Euregio Bodensee/Euregio Ticket

Правительственные заседания Конференции проводятся каждый год в новой стране, либо регионе-участнике, так что в 2012 г. в организации председательствует кантон Аппенцелль-Ауссерроден. Штаб-квартира организации находится в Констанце; через неё осуществляется кооперация с рабочим сообществом «Европейские пограничные регионы» (AGEG).

## Проекты
Конференция располагает собственным бюджетом и потому может самостоятельно вести ряд проектов, таких как:
- ежегодное целевое финансирование различных инициатив в размере до 10 000 швейцарских франков
- Международная высшая школа на Боденском озере (объединение региональных высших учебных заведений)
- программа международного обмена для практикантов
- объединение торговых и промышленных палат на Боденском озере
- тарифный союз Tageskarte Euregio Bodensee
- ежегодная встреча нобелевских лауреатов в Линдау также получает всестороннюю поддержку Конференции